# John Broderick
John Charles „Jack“ Broderick (* 5. Juni 1875 in Cornwall; † 12. Juli 1957) war ein kanadischer Lacrossespieler.

## Erfolge
John Broderick war bei den Olympischen Spielen 1908 in London Mitglied der kanadischen Lacrossemannschaft und spielte auf der Position eines Angreifers. Neben ihm gehörten außerdem Patrick Brennan, Henry Hoobin, George Campbell, Gus Dillon, Richard Duckett, Tommy Gorman, Ernest Hamilton, Frank Dixon, Clarence McKerrow, George Rennie und Alexander Turnbull zum Aufgebot. Nach dem Rückzug der südafrikanischen Mannschaft wurde im Rahmen der Spiele lediglich eine Lacrosse-Partie gespielt, die zwischen Kanada und dem Gastgeber aus Großbritannien ausgetragen wurde. Nach einer 6:2-Halbzeitführung gewannen die Kanadier die Begegnung letztlich mit 14:10, sodass Broderick ebenso wie seine Mannschaftskameraden als Olympiasieger die Goldmedaille erhielt.
Broderick spielte auf Vereinsebene für den Cornwall Lacrosse Club und war von Beruf Hotelier. Er führte das familieneigene Broderick Hotel in seiner Heimatstadt Cornwall. 1916 fälschte er sein Alter, um sich bei der Canadian Army einzuschreiben. In dieser diente er dann während des Ersten Weltkriegs und erreichte den Rang eines Sergeants.